# Potoci, Pljevlja
Potoci este un sat din comuna Pljevlja, Muntenegru. Conform datelor de la recensământul din 2003, localitatea are 127 de locuitori (la recensământul din 1991 erau 200 de locuitori).

## Demografie
În satul Potoci locuiesc 117 persoane adulte, iar vârsta medie a populației este de 52,9 de ani (48,0 la bărbați și 59,1 la femei). În localitate sunt 43 de gospodării, iar numărul mediu de membri în gospodărie este de 2,95.
Această localitate este populată majoritar de sârbi (conform recensământului din 2003).
|  |

| Demografie | Demografie | Demografie |
| An         | Locuitori  | Locuitori  |
| ---------- | ---------- | ---------- |
|            |            |            |
|            |            |            |
|            |            |            |
|            |            |            |
| 1948       | 255        |            |
| 1953       | 249        |            |
| 1961       | 275        |            |
| 1971       | 258        |            |
| 1981       | 238        |            |
| 1991       | 200        | 200        |
| 2003       | 127        | 127        |

| \| Componența etnică conform recensământului din 2003[2] \| Componența etnică conform recensământului din 2003[2] \| Componența etnică conform recensământului din 2003[2] \| Componența etnică conform recensământului din 2003[2] \| Componența etnică conform recensământului din 2003[2] \| \| ----------------------------------------------------- \| ----------------------------------------------------- \| ----------------------------------------------------- \| ----------------------------------------------------- \| ----------------------------------------------------- \| \| \| \| \| \| \| \| Sârbi \| Sârbi \| \| 109 \| 85,82% \| \| Muntenegreni \| Muntenegreni \| \| 11 \| 8,66% \| \| Musulmani \| Musulmani \| \| 7 \| 5,51% \| \| necunoscută \| necunoscută \| \| 0 \| 0% \| |              |  |     |        |
| Componența etnică conform recensământului din 2003 |              |  |     |        |
| |              |  |     |        |
| Sârbi | Sârbi        |  | 109 | 85,82% |
| Muntenegreni | Muntenegreni |  | 11  | 8,66%  |
| Musulmani | Musulmani    |  | 7   | 5,51%  |
| necunoscută | necunoscută  |  | 0   | 0%     |